# Zwieback menonita ruso

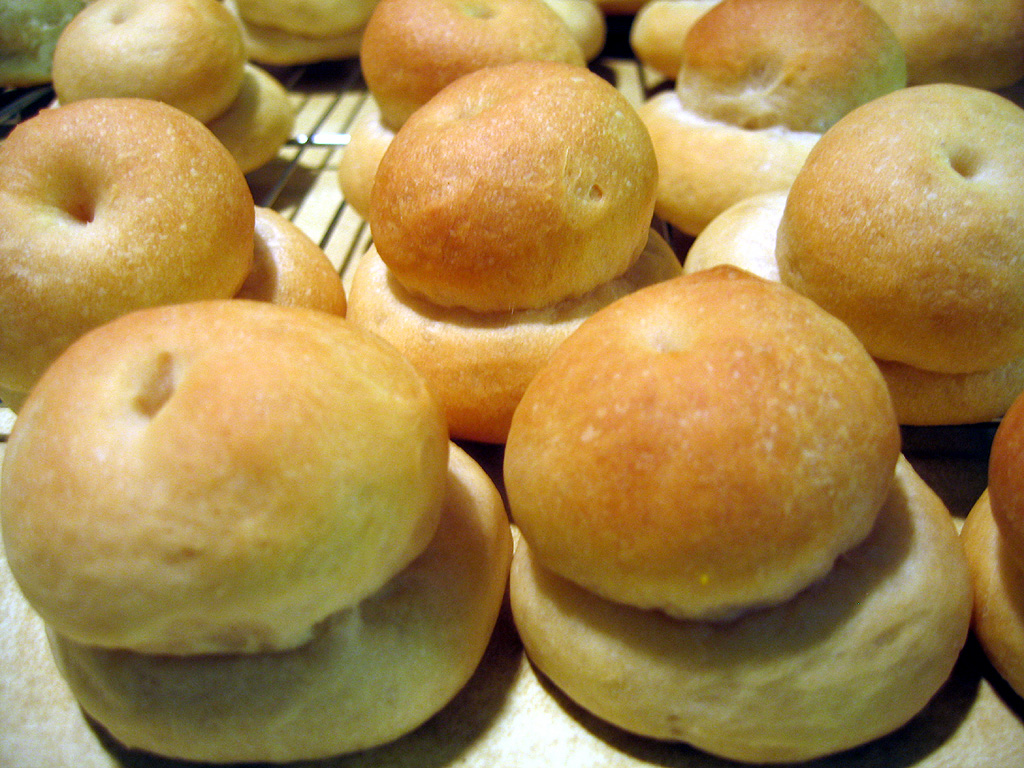
Zwieback menonita ruso.

El zwieback menonita ruso es un panecillo de levadura compuesto por dos trozos de masa que se separan para comerlos. La disposición de una bola de masa encima de la otra de forma que no se caiga la de arriba en el proceso de horneado es parte del arte que debe dominar el panadero para elaborar este pan. Tradicionalmente, este tipo de zwieback se hornea el sábado y se come el domingo por la mañana o para la faspa (merienda) vespertina.
El zwieback menonita ruso surgió en las ciudades portuarias de los Países Bajos o en Danzig, donde se aprovisionaba a los barcos con panecillos tostados y secos. Los inmigrantes menonitas siguieron esta costumbre siglos después.